# Дельф, Гуго Генрих
Гуго Генрих Дельф (нем. Hugo Delff; 11 августа 1840, Хузум — 6 ноября 1898, Хузум) — немецкий философ

, литературовед и протестантский богослов.

## Биография
Родился в семье книготорговца, с детства страдал унаследованными от родителей нервными заболеваниями. В 1850 году окончил гимназию в родном городе, затем учился в Мельдорфе и с 1855 года в Альтоне. С юных лет чрезвычайно интересовался историей и литературоведением, читая книги по этим дисциплинам во внешкольное время, а также философией, которую начал отдельно изучать с 1856 года, но вскоре бросил её изучение и в 1857 году поступил в Тюбингенский университет изучать богословие. Впоследствии ещё несколько раз возвращался к изучению философии, а затем снова к богословию, несколько раз полностью прерывая деятельность из-за обострения нервных болезней, вызванных «угрызениями совести» за бросание философии ради богословия или наоборот. Докторскую степень в итоге получил в университете Киля по богословию.
В 1865 году в течение трёх месяцев жил в Лейпциге, затем окончательно вернулся в родной город. Вместе с братом управлял доставшимся в наследство от отца книжным магазином, после смерти брата поддерживал дело один; на протяжении тридцати лет всё свободное время посвящал самостоятельному изучению философии и богословия, написав несколько десятков сочинений по этим вопросам. Считался авторитетным учёным в области гуманитарных наук, написал целый ряд статей для Allgemeine Deutsche Biographie. Умер в возрасте 58 лет.

## Творчество
Автор нескольких сочинений о Данте; помимо этого, наиболее известными его работами являются: «Ideen zu einer philosophischen Wissenschaft des Geistes und der Natur» (1865), «Welt u. Weltzeiten». (1872); «Kultur und Religion» (1875); «Glaubensbekenntniss eines unmodernen Kulturforschers» (1879); «Grund züge der Entwickelungsgeschichte der Religion» (1883); «Die Hauptprobleme der Philosophie u. Religion» (1886); «Die Geschichte des Rabbi Jesus von Nazareth» (1889); «Das vierte Evangelium» (1890).